# Przystając pod lasem w śnieżny wieczór

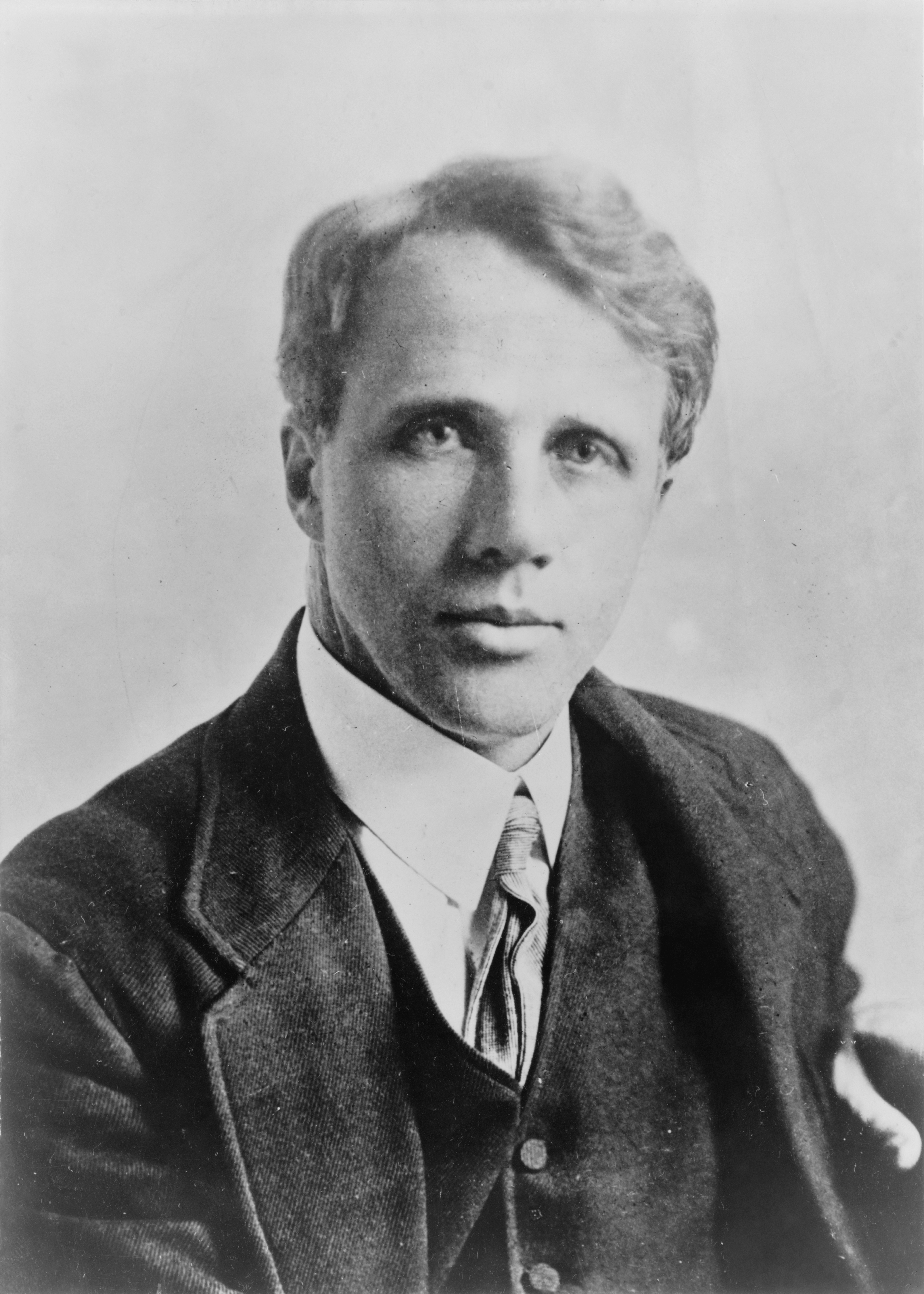
Robert Frost, (1910)

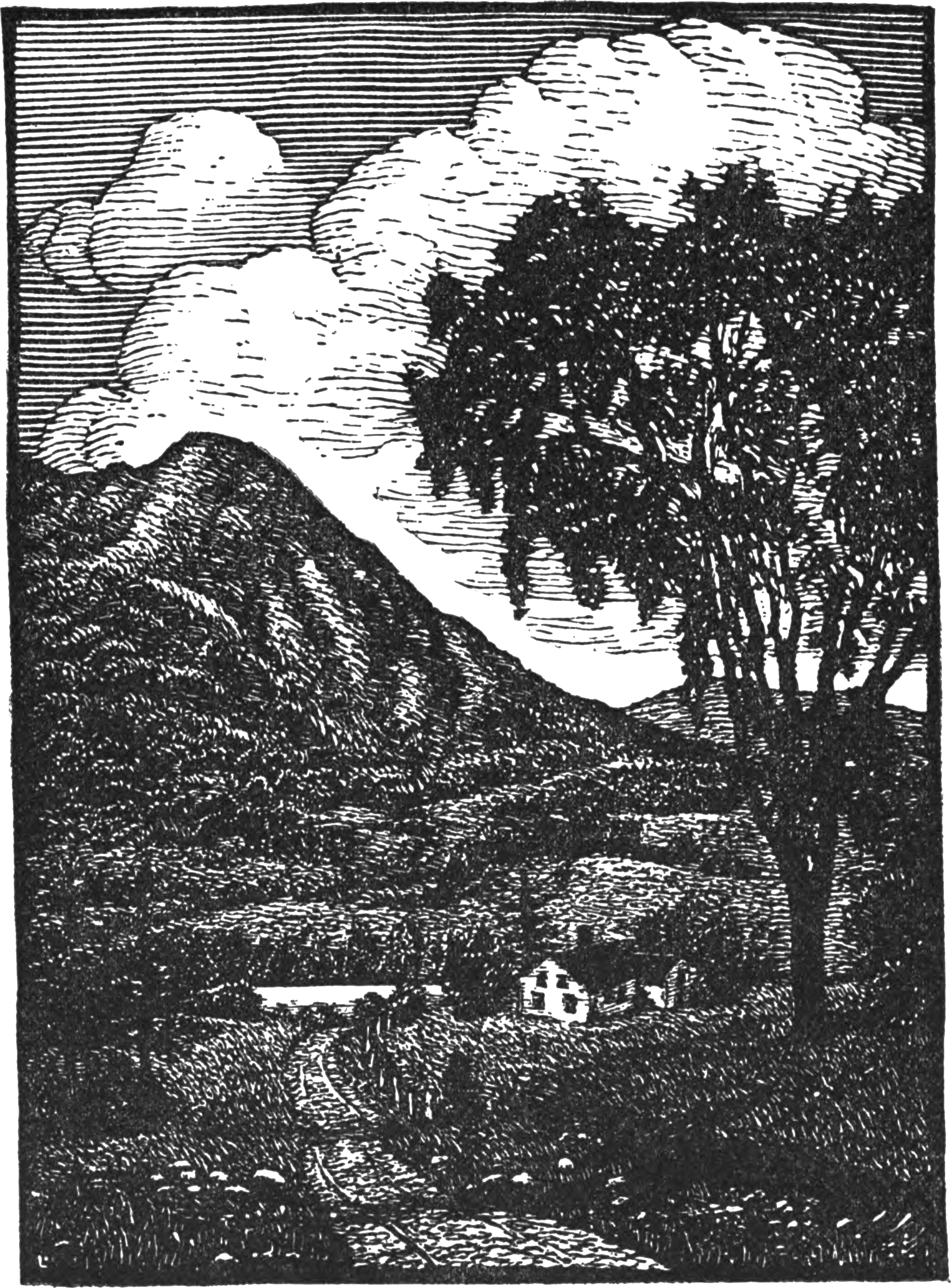
Grafika z okładki tomu

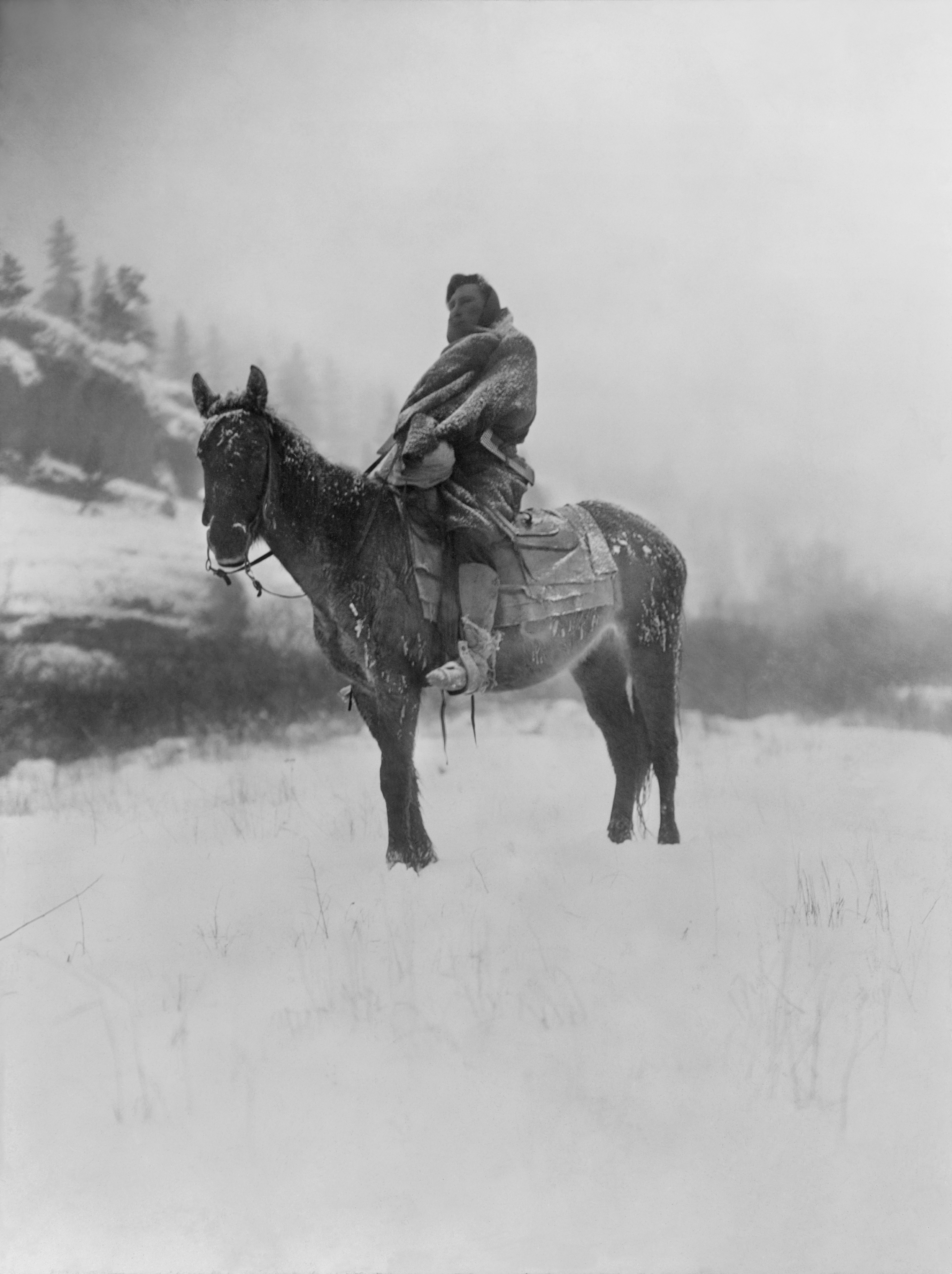
Podróżnik na koniu

Przystając pod lasem w śnieżny wieczór (ang. Stopping by Woods on a Snowy Evening) – wiersz amerykańskiego poety Roberta Frosta napisany w 1922 i opublikowane w 1923 jako część jego zbioru New Hampshire: A Poem with Notes and Grace Notes, wyróżnionego w 1924 Nagrodą Pulitzera w kategorii poezji. Wiersz rymowany AABA BBCB CCDC DDDD.
Wiersz opowiedziany jest z perspektywy podróżnika, który zatrzymuje się przy lesie, by popatrzeć na padający śnieg i zastanawia się zarówno nad przyrodą i społeczeństwem. Robert Frost twierdził, że napisał ten wiersz za jednym pociągnięciem pióra. Choć jest to prawdopodobnie apokryf, byłoby to szczególnie imponujące ze względu na kunszt formalny wiersza. Jest napisany doskonałym tetrametrem jambicznym i wykorzystuje ciasno spleciony rym łańcuszkowy charakterystyczny dla formy zwanej strofą rubajjatyczną.
Narrator opisuje człowieka, który się zatrzymuje podczas jazdy konnej przez las, by obserwować padający śnieg w nocy. Będąc sam w lesie, zastanawia się nad światem przyrody i jego ukrytym kontrastem ze społeczeństwem. Wiersz opiera się na interpretacji, że świat przyrody, który przedstawia, jest jednocześnie piękny i przytłaczający. Fakt, że pozornie wabi podróżnika do pozostania w ciemności i zimnie, sugeruje, że natura jest zarówno kuszącą, jak i groźną siłą, królestwem, które opiera się ludziom, którzy chcą ją oswoić, a jednocześnie oferuje wytchnienie od wymagań cywilizowanego życia.
Wiersz przedstawia świat przyrody jako wyraźnie oddzielony od ludzi i cywilizcji. Zaczyna się od tego, że narrator zastanawia się, kto jest właścicielem posiadłości, przez którą przechodzi. Jasne jest, że nie ma tam nikogo, kto mógłby powstrzymać podróżnika przed wtargnięciem. Właściciel mieszkający we wsi go nie zobaczy. Chociaż właściciel może myśleć, że las należy do niego, nie może kontrolować, kto przechodzi przez jego ziemię, tak samo jak nie może powstrzymać śniegu przed zasypaniem lasu. Nieobecność i daremność właściciela ziemi sugerują z kolei, że ludzka chęć do dominacji nad światem przyrody jest błędna.
Tymczasem całkowity brak oznak cywilizacji jeszcze bardziej podkreśla dystans między społeczeństwem a naturą. W pobliżu nie ma żadnych gospodarstw, a jedynym dźwiękiem poza dzwonkami uprzęży konia jest szum wiatru. Chociaż narrator przyznaje, że realnie stoi w czyimś lesie, fizyczna izolacja wskazuje przede wszystkim na bezsilność pojęć, takich jak własność.
Innymi słowy, ludzie mogą mówić, że posiadają ziemię, ale to tak naprawdę nic to nie znaczy, gdy tych ludzi nie ma w pobliżu. Z dala od widoków i dźwięków wioski, narrator stoi samotnie między lasem a zamarzniętym jeziorem w najciemniejszy wieczór roku. Wszystkie te szczegóły razem ukazują naturę jako zimną i złowrogą przestrzeń, oddzieloną od społeczeństwa.
Jednocześnie las jest na tyle piękny, że kusi narratora, by zatrzymać się na chwilę, komplikując wyobrażenie o przyrodzie jako miejscu całkowicie nieprzyjaznym dla człowieka. Rzeczywiście, choć sceneria wydaje się ponura, opowiada również o śpiewie zamieci i beztroskim z wiatrem tańcu płatków. Ten język sprawia, że otoczenie wydaje się spokojne i pocieszające.
Narrator uważa, że wiatr jest beztroski lub łagodny, a płatki śniegu puszyste, jak miękkie pióra, które wypełniają koc lub poduszkę. W końcu, w ostatniej strofie, narrator podsumowuje: Las jest piękny, ciemny i głęboki, sugerując szczególne zainteresowanie samotnością, jaką oferuje las.
Chociaż narrator wie, że ma obietnice do dotrzymania – sugerując pewne wymagania społeczne, kontynuuje – las jest kuszącym miejscem na zatrzymanie się i odpoczynku. Na chwilę jest w stanie zrobić postój bez żadnego innego powodu, tylko po to, by po prostu popatrzeć na padający śnieg. Jakkolwiek surowa i zimna, natura pozwala również na rodzaj spokojnej refleksji, z której znalezieniem ludzie mogą mieć trudności w zabieganym świecie.

Stopping by Woods on a Snowy Evening
Whose woods these are I think I know.

His house is in the village though;

He will not see me stopping here

To watch his woods fill up with snow.
My little horse must think it queer

To stop without a farmhouse near

Between the woods and frozen lake

The darkest evening of the year.
He gives his harness bells a shake

To ask if there is some mistake.

The only other sound’s the sweep

Of easy wind and downy flake.
The woods are lovely, dark and deep.

But I have promises to keep,

And miles to go before I sleep,

And miles to go before I sleep.